# Garry Cook
Garry Peter Cook (Wednesbury, 10 januari 1958) is een Britse oud-sprinter, die gespecialiseerd was in de 400 m. Zijn grootste successen behaalde hij echter als estafetteloper. Met zijn teamgenoten Peter Elliott, Steve Cram en Sebastian Coe verbeterde hij op 30 augustus 1982 in Londen het wereldrecord op de zelden gelopen 4 x 800 m estafette tot 7.03,89. Dit record is niet meer geldig als wereldrecord, maar staat nog altijd als Europees record.

## Loopbaan
Cook vertegenwoordigde Groot-Brittannië op de Olympische Spelen van Los Angeles in 1984 en won op de 4 x 400 m estafette een zilveren medaille met zijn teamgenoten Kriss Akabusi, Todd Bennett en Philip Brown. Een jaar eerder won hij op de wereldkampioenschappen in Helsinki een bronzen medaille in 3.03,53.
Na een succesvolle atletiekcarrière werd Cook leraar en gaf gymnastiekles en aardrijkskunde. Hij gaf les op verschillende scholen. Hij is getrouwd met voormalig olympisch deelneemster Kathy Smallwood-Cook. Samen hebben zij drie kinderen en wonen in Walsall.

## Persoonlijke records
| Onderdeel | Prestatie | Datum            | Plaats    |
| --------- | --------- | ---------------- | --------- |
| 400 m     | 46,18 s   | 14 juni 1980     | Londen    |
| 600 m     | 1.15,4    | 30 juli 1984     | San Diego |
| 800 m     | 1.44,55   | 29 augustus 1984 | Koblenz   |
| 1000 m    | 2.18,28   | 23 augustus 1981 | Nice      |

## Palmares

### 400 m
- 1981:  Britse (AAA-)kamp. - 46,35 s

### 800 m
- 1979:  Universiade - 1.49,50

### 4 x 400 m
- 1983:  WK - 3.03,53